# Женская сборная Турции по баскетболу
Женская сборная Турции по баскетболу — женская сборная команда Турции, представлявшая эту страну на международных баскетбольных соревнованиях вплоть с 1936 года. Турецкая сборная дебютировала на чемпионате Европы в 2005 году. До этого времени она не квалифицировалась на финальные части чемпионатов мира и чемпионатов Европы и пропускала Олимпийскии игры. В 2011 году турецкие баскетболистки стали серебряными призерами женского Евробаскета и на следующий год обобрались на Олимпийские игры 2012 через квалификационный турнир.

## Результаты

### Олимпийские игры
- 2012 5-е место
- 2016 6-е место

### Чемпионат мира по баскетболу среди женщин
- 2014: 4-е место
- 2018: 10-е место

### Чемпионат Европы по баскетболу среди женщин
- 2005: 8-е место
- 2007: 9-е место
- 2009: 9-е место
- 2011:  2-е место
- 2013:  3-е место
- 2015: 5-е место
- 2017: 5-е место
- 2019: 14-е место
- 2021: 14-е место
- 2023: 14-е место
- 2025: 7-е место

### Средиземноморские игры
- 1987  2-е место
- 1997  2-е место
- 2005  1-е место
- 2009 5-е место